# Die Fürstengruft
Die Fürstengruft ist eines der bekanntesten Gedichte des deutschen Dichters Christian Friedrich Daniel Schubart, das er in Gefangenschaft auf dem Hohenasperg schrieb und in dem er seine Verachtung gegenüber den Fürsten kundtat.

## Entstehung
Zum Entstehungszeitpunkt des Gedichts war Christian Friedrich Daniel Schubart in Haft auf der Festung Hohenasperg. Nach seiner Festnahme durch Herzog Carl Eugen erhielt er weder einen ordentlichen Prozess noch eine Begründung für die Inhaftierung. Als Schubarts Hoffnungen auf Begnadigung sich nicht erfüllten und der Termin für seine Freilassung verstrich, schrieb bzw. diktierte er 1779/1780 sein wütendes Gedicht Die Fürstengruft  einem Essensträger. Jedoch nur bis zur Strophe 22, die letzten vier Strophen, in denen er die besseren Fürsten lobte, fügte er später an. Das Gedicht passierte unbemerkt die Zensur und wurde in Abschriften verbreitet. Es erschien erstmals – ohne Wissen Schubarts – im Frankfurter Musenalmanach auf das Jahr 1781 unter dem Titel Die Gruft der Fürsten und wurde später unter dem Titel Die Fürstengruft nachgedruckt.
Nach dem Tod seines Vaters schrieb Schubarts Sohn, dass das Gedicht viel Aufsehen verursachte, wodurch auch der Herzog davon hörte. Das Gedicht veranlasste Herzog Carl Eugen zu einer erneuten Haftverschärfung Schubarts.

## Form
„Die Fürstengruft“ ist in sechsundzwanzig Strophen, mit jeweils vier Versen, aufgeteilt. Der erste und der dritte Vers haben elf Silben, der zweite acht und der vierte sechs Silben bzw. ist der erste und dritte Vers fünfhebig, der zweite vierhebig und der vierte dreihebig. Die Verse sind jambisch und enden in einem Kreuzreim, abwechslungsweise mit einer klingenden und stumpfen Kadenz.

## Inhalt und Deutungsansatz
1. Da liegen sie, die stolzen Fürstentrümmer,
2. Ehmals die Götzen ihrer Welt!
3. Da liegen sie, vom fürchterlichen Schimmer
4. Des blassen Tags erhellt!
5. Die alten Särge leuchten in der dunkeln
6. Verwesungsgruft, wie faules Holz;
7. Wie matt die großen Silberschilde funkeln,
8. Der Fürsten letzter Stolz!
9. Entsetzen packt den Wandrer hier am Haare,
10. Geußt Schauer über seine Haut,
11. Wo Eitelkeit, gelehnt an eine Bahre,
12. Aus hohlen Augen schaut.
13. Wie fürchterlich ist hier des Nachhalls Stimme!
14. Ein Zehentritt stört seine Ruh'.
15. Kein Wetter Gottes spricht mit lauterm Grimme:
16. O Mensch, wie klein bist du!
17. Denn ach! hier liegt der edle Fürst, der gute!
18. Zum Völkersegen einst gesandt,
19. Wie der, den Gott zur Nationenruthe
20. Im Zorn zusammenband.
21. An ihren Urnen weinen Marmorgeister;
22. Doch kalte Thränen nur, von Stein,
23. Und lachend grub, vielleicht ein welscher Meister,
24. Sie einst dem Marmor ein.
25. Da liegen Schädel mit verloschnen Blicken,
26. Die ehmals hoch herabgedroht,
27. Der Menschheit Schrecken! – denn an ihrem Nicken
28. Hing Leben oder Tod.
29. Nun ist die Hand herabgefault zum Knochen,
30. Die oft mit kaltem Federzug
31. Den Weisen, der am Thron zu laut gesprochen,
32. In harte Fesseln schlug.
33. Zum Todtenbein ist nun die Brust geworden,
34. Einst eingehüllt in Goldgewand,
35. Daran ein Stern und ein entweihter Orden,
36. Wie zween Kometen stand.
37. Vertrocknet und verschrumpft sind die Kanäle,
38. Drinn geiles Blut, wie Feuer floß,
39. Das schäumend Gift der Unschuld in die Seele,
40. Wie in den Körper goß.
41. Sprecht Höflinge, mit Ehrfurcht auf der Lippe,
42. Nun Schmeichelei'n ins taube Ohr! –
43. Beräuchert das durchlauchtige Gerippe
44. Mit Weihrauch, wie zuvor!
45. Er steht nicht auf, euch Beifall zuzulächeln,
46. Und wiehert keine Zoten mehr,
47. Damit geschminkte Zofen ihn befächeln,
48. Schamlos und geil, wie er.
49. Sie liegen nun, den eisern Schlaf zu schlafen,
50. Die Menschengeisseln, unbetraurt,
51. Im Felsengrab, verächtlicher als Sklaven,
52. Im Kerker eingemaurt.
53. Sie, die im ehrnen Busen niemals fühlten
54. Die Schrecken der Religion,
55. Und Gottgeschaffne, bessre Menschen hielten
56. Für Vieh, bestimmt zur Frohn;
57. Die das Gewissen, jenen mächt'gen Kläger,
58. Der alle Schulden niederschreibt,
59. Durch Trommelschlag, durch welsche Trillerschläger
60. Und Jagdlärm übertäubt;
61. Die Hunde nur und Pferd' und fremde Dirnen
62. Mit Gnade lohnten, und Genie
63. Und Weisheit darben liessen; denn das Zürnen
64. Der Geister schreckte sie.
65. Die hegen nun in dieser Schauergrotte
66. Mit Staub und Würmern zugedeckt,
67. So stumm! so ruhmlos! noch von keinem Gotte
68. Ins Leben aufgeweckt.
69. Weckt sie nur nicht mit eurem bangen Aechzen
70. Ihr Schaaren, die sie arm gemacht,
71. Verscheucht die Raben, daß von ihrem Krächzen
72. Kein Wüthrich hier erwacht!
73. Hier klatsche nicht des armen Landmanns Peitsche,
74. Die Nachts das Wild vom Acker scheucht!
75. An diesem Gitter weile nicht der Deutsche,
76. Der siech vorüberkeucht!
77. Hier heule nicht der bleiche Waisenknabe,
78. Dem ein Tyrann den Vater nahm;
79. Nie fluche hier der Krüppel an dem Stabe,
80. Von fremdem Solde lahm.
81. Damit die Quäler nicht – zu früh erwachen,
82. Seyd menschlicher, erweckt sie nicht.
83. Ha! Früh genug wird ihnen krachen
84. Der Donner am Gericht.
85. Wo Todesengel nach Tyrannen greifen,
86. Wenn sie im Grimm der Richter weckt,
87. Und ihre Gräul zu einem Berge häufen,
88. Der flammend sie bedeckt.
89. Ihr aber, bessre Fürsten, schlummert süße
90. Im Nachtgewölbe dieser Gruft!
91. Schon wandelt euer Geist im Paradiese,
92. Gehüllt in Blüthenduft.
93. Jauchzt nur entgegen jenem großen Tage,
94. Der aller Fürsten Thaten wiegt,
95. Wie Sternenklang tönt euch des Richters Wage,
96. Drauf eure Tugend liegt.
97. Ach, unterm Lispel eurer frohen Brüder
98. Ihr habt sie satt und froh gemacht,
99. Wird eure volle Schale sinken nieder,
100. Wenn ihr zum Lohn erwacht.
101. Wie wird's euch seyn, wenn ihr vom Sonnenthrone
102. Des Richters Stimme wandeln hört:
103. »Ihr Brüder, nehmt auf ewig hin die Krone,
104. Ihr seyd zu herrschen werth.«[12]

Das Gedicht fängt mit einem Wortspiel an, das den Zusammenbruch der Fürstentümer in „Fürstentrümmer“ (Zeile 1) auf der Wort- und der Sinnebene veranschaulicht. Die Stimmung ist düster, der ganze Glanz ist verloren, der Tag ist blass (vgl. Zeile 4) und die Silberschilde funkeln matt (vgl. Zeile 7). In den darauffolgenden Zeilen verdeutlicht der Sprecher seine Verachtung gegenüber den Fürsten. Er beschreibt die Sterblichkeit des Menschen und auch die Vergänglichkeit allen Ruhms der Fürsten. In Strophe sechs werden die Gräber beschrieben. Die Blicke und Gesten der Fürsten sind erloschen. Ihre ganzen schrecklichen Taten und ihre Verachtung des Genies sind nun mit „Staub und Würmern zugedeckt“ (Zeile 66). In ihrem Leben waren sie Tyrannen, doch nun sind sie keine Gefahr mehr für diejenigen, die sie quälten. Die toten Fürsten werden nur noch von marmornen Statuen mit „kalten Thränen nur von Stein“ (Zeile 22) beweint. Auch Gott wird angeklagt, der die Fürsten als „Nationenruthe“ (Zeile 19) sandte. Auf sarkastische Weise hält der Sprecher die Höflinge dazu an, sich weiterhin bei den toten Fürsten einzuschmeicheln.
Doch es nützt nichts mehr, sich bei ihnen einzuschmeicheln, um ihre Gunst zu erhalten: Sie werden nicht reagieren. In den Strophen 18 bis 21 ruft der Sprecher die unteren Schichten der Bevölkerung auf, die Fürsten nicht aufzuwecken, sich in der Nähe der Gräber ruhig zu verhalten und die Raben wegzuscheuchen, damit ihr Krächzen sie nicht wecke. Am Tag des Jüngsten Gerichts werden die Fürsten von den Todesengeln ergriffen.
Die vier letzten und erst später von Schubart hinzugefügten Strophen handeln von den „bessre[n] Fürsten“ (Zeile 89). Auch sie schlafen in der Gruft und warten mit Freude auf den Jüngsten Tag, an dem sie als gute Fürsten gerichtet und ihren Lohn erhalten werden. Sie scheinen einen Stimmungsumbruch darzustellen. Doch dieser ganze letzte Teil ist im Hinblick auf den Rest des Gedichts kaum glaubwürdig und wohl eher im ironischen Sinne gemeint. Denn „Die Fürstengruft“ ist voller Ironie und Sarkasmus. Die Gegensätzlichkeit zwischen dem Ruhm, den die Fürsten darstellen wollten, und ihrer nun tatsächlichen Vergänglichkeit wird gleich zu Beginn des Gedichtes durch die Verwendung paradoxer Bilder verdeutlicht: Zum Beispiel leuchten die alten Särge „wie faules Holz“ (Zeilen 5–6) und die Silberschilde funkeln matt (vgl. Zeile 7). Der ganze Glanz ist irdisch und schließlich bedeutungslos.
Zentral im ganzen Gedicht ist der Vanitas-Gedanke: „Die Fürstengruft“ zeigt die ganze Vergänglichkeit der Fürsten, ihrem weltlichen Ruhm und Reichtum auf. Durch ihren Tod wird alles bedeutungslos, Ruhm und Macht helfen ihnen auch  beim Jüngsten Gericht nichts. Auch die Thematik des memento mori wird angesprochen, als der Wanderer die Nichtigkeit der Menschheit entdeckt. Vanitas und memento mori sind beides Themen, die aus der Barocklyrik stammen. Schubart schrieb sein Gedicht jedoch später, in der Zeit des Sturm und Drang. Passend zu dieser Zeit ist die Kritik am absolutistischen Herrscher und allgemein gegen die Vätergeneration und alles, was mit ihr zusammenhängt, wie zum Beispiel die Klassengesellschaft bzw. Hierarchie. Der Künstler sieht sich als Genie und verlangt seine individuelle Freiheit. Diese letzte Idee ist in den folgenden Zeilen angedeutet, indem gezeigt wird, wie die Fürsten „Genie / Und Weisheit darben ließen“ (Zeilen 62–).

## Friedrich Schiller und „Die Fürstengruft“
Friedrich Schiller bewunderte Schubart. Auf seiner Flucht aus Stuttgart soll er Gedichte von Schubart mitgetragen und vorgelesen haben, wovon eines davon „Die Fürstengruft“ war. Man vermutet, dass sein eigenes Gedicht „Die schlimmen Monarchen“ an Schubarts „Fürstengruft“ angelehnt ist. Matthias Luserke-Jaqui relativiert dies, indem er erklärt, dass „das Thema der Fürstengruft auch zu den zeitgenössisch gängigen literarischen Motiven“ gehört.